# حارة ثعيلات (صنعاء)
ثعيلات هي إحدى حارات حي سدس الروض بمدينة الروضة شمال العاصمة اليمنية "صنعاء"، بلغ تعداد سكانها 305 نسمة حسب تعداد اليمن لعام 2004.